# Udo Lemme
Udo Lemme (* 19. September 1941 in Gießmannsdorf) ist ein ehemaliger Oberst des Ministeriums für Staatssicherheit (MfS) und Leiter der Rechtsstelle des MfS.

## Leben
Der 1941 im heute zu Polen gehörenden Gießmannsdorf in Niederschlesien geborene Lemme legte 1960 sein Abitur ab. Anschließend absolvierte er einen zweijährigen Wehrdienst und nahm anschließend ein Jurastudium an der Martin-Luther-Universität Halle-Wittenberg auf, welches er 1967 als Diplom-Jurist abschloss. 1965 trat Lemme der SED bei. 1967 wurde er bei MfS-Bezirksverwaltung (BV) Halle eingestellt. Dort arbeitete er zunächst in der Abteilung XX (Staatsapparat, Kultur, Kirchen, Untergrund), ehe er 1970 zur Rechtsstelle des MfS nach Berlin versetzt wurde.
1977 promovierte er an der Juristischen Hochschule (JHS) zum Dr. jur. mit einer Kollektivdissertation zum Thema „Bedeutsame politisch-rechtliche Grundfragen des Westberlinproblems und sich daraus ergebende politisch-operative Schlußfolgerungen und Aufgaben“. Ein Jahr später wurde er stellvertretender Leiter und schließlich 1981 Leiter der Rechtsstelle des MfS. Damit trat er die Nachfolge des gesundheitlich angeschlagenen Hans Filin an. Als Leiter der Rechtsstelle war er u. a. für die Mitwirkung an der Gestaltung von Gesetzes- und Vertragsvorhaben sowie internationalen Verträgen und Konventionen verantwortlich. 1986 erfolgte seine Beförderung zum Oberst.
Im Auftrag des SED-Politbüros wurde Lemme zusammen mit drei weiteren MfS-Offizieren am 8. November 1989 beauftragt, eine neue Reiseregelung für DDR-Bürger mit dem Ziel der ständigen Ausreise zu entwerfen. Diese wurde am Abend des 9. November 1989 von Günter Schabowski auf einer Pressekonferenz irrtümlicherweise als Beschluss des Politbüros bekannt gegeben, was den Fall der Berliner Mauer auslöste. Im Zuge der Wende in der DDR und der Auflösung des MfS wurde Lemme 1990 entlassen.